# خوان کارلوس هورتادو میلر
خوان کارلوس هورتادو میلر (انگلیسی: Juan Carlos Hurtado Miller؛ زادهٔ ۱۶ نوامبر ۱۹۴۰) سیاست‌مدار اهل پرو است. وی از ۲۸ ژوئیه ۱۹۹۰ تا ۱۵ فوریه ۱۹۹۱ نخست‌وزیر پرو بود.